# Сан Педро (департамент, Парагвай)
Сан Педро (на испански: San Pedro) е един от 17-те департамента на южноамериканската държава Парагвай. Намира се в южноцентралната част на страната. Площта му е 20 002 квадратни километра, а населението – 435 126 души (по изчисления за юли 2020 г.). Столицата му е едноименния град Сан Педро.